# محمد یحیی الراشد
محمد یحیی الراشد (عربی: محمد يحيى الراشد؛ زادهٔ ۱ فوریهٔ ۱۹۸۲) یک ورزشکار اهل سوریه است.
از باشگاه‌هایی که در آن بازی کرده‌است می‌توان به باشگاه فوتبال الاتحاد سوریه، الجیش سوریه، باشگاه فوتبال الاتحاد سوریه، باشگاه فوتبال تشرین سوریه، باشگاه ورزشی الوحده سوریه، باشگاه فوتبال الکهربا، و تیم ملی فوتبال سوریه اشاره کرد.
وی همچنین در تیم ملی فوتبال سوریه بازی کرده‌است.